# Luis Campoy Zueco
Luis Campoy Zueco (Ablitas, Navarra, 31 de desembre de 1938) és un polític. docent i historiador navarrès.

## Biografia
Es llicencià en història a la Universitat de Saragossa i en psicologia a la Universitat Complutense de Madrid. Treballà com a professor i director de dos centres d'educació general bàsica a Tudela i com a coordinador d'orientació escolar a les comarques de la Ribera Navarresa. De 1979 a 1983 fou director de formació professional a Navarra.
Durant la transició democràtica milità al Front Navarrès Independent juntament amb Víctor Manuel Arbeloa, Tomás Caballero Pastor o Jesús Malón. Després de l'ensulsiada del FNI es va afiliar a la Unió del Poble Navarrès a causa del seu navarrisme. Amb aquest partit fou elegit diputat a les eleccions al Parlament de Navarra de 1991 i alcalde de Tudela de 1995 a 2003.
Dins les llistes del Partit Popular fou elegit diputat a les eleccions al Parlament Europeu de 1994. Dins el Parlament Europeu fou vicepresident de la Comissió de Política Regional (1994-1997) i de la Delegació per a les relacions amb Suïssa, Islàndia i Noruega (1994-1997).
El 1999 no es presentà a la reelecció i a les eleccions generals espanyoles de 2000 fou escollit senador per Navarra, fins que renuncià el 2003 per a ser nomenat conseller d'educació del govern de Navarra, càrrec que va ocupar fins al 2007.